# Ross Tower
Ross Tower (dříve známý jako Lincoln Plaza) je kancelářský mrakodrap v americkém Dallasu. Má 45 podlaží a výšku 176,5 metrů, je tak 14. nejvyšší mrakodrap ve městě. Byl dokončen v roce 1984 podle projektu společnosti HKS.